# Kadiogo FC
Ne doit pas être confondu avec Rail Club du Kadiogo.
Le Kadiogo FC est un club burkinabé de football, basé à Ouagadougou.

## Histoire
Les performances du club en championnat sont inconnues; cependant, il n'a jamais remporté de titre au niveau national (championnat ou Coupe du Burkina Faso). Pourtant, le club a participé à quatre campagnes de Coupe d'Afrique des vainqueurs de coupe. 
Pour ses débuts en 1977, il atteint les quarts de finale, une performance qu'il répète deux ans plus tard en 1979. La campagne de 1980 est la plus réussie puisque le Kadiogo FC se hisse jusque dans le dernier carré de la compétition. Après avoir sorti les Wallum Stars de Sierra Leone, puis profité du forfait de l'Espérance sportive de Tunis en huitièmes de finale, ils éliminent le club kényan de Ramogui United en quarts. L'aventure est stoppée en demi-finales par le club zaïrois du TP Mazembe, futur vainqueur de l'épreuve. L'année suivante, le parcours est beaucoup plus court, avec une élimination dès le premier tour face aux Togolais de l'AC Semassi.

## Palmarès
- Coupe d'Afrique des vainqueurs de coupe :
  - Demi-finaliste en 1980